# Engelskspråkiga Wikipedia
Engelskspråkiga Wikipedia (engelska: English Wikipedia, ibland förkortat enwp) är den engelskspråkiga upplagan av Wikipedia. Engelskspråkiga Wikipedia startade den 15 januari 2001 på initiativ av Jimmy Wales och Larry Sanger och nådde 100 000 artiklar i december 2002. I januari 2006 hade wikin över 900 000 uppslagsord och var då den överlägset största. Den 2 mars 2006 skapades artikel nummer 1 000 000, Jordanhill railway station. September 2007 nåddes 2 000 000 artiklar, och januari 2014 hade man drygt 4,4 miljoner artiklar av olika storlek. 1 november 2015 skapades artikel nummer 5 000 000. Den har för närvarande 7 018 386 artiklar.

## Historik

### Storlek

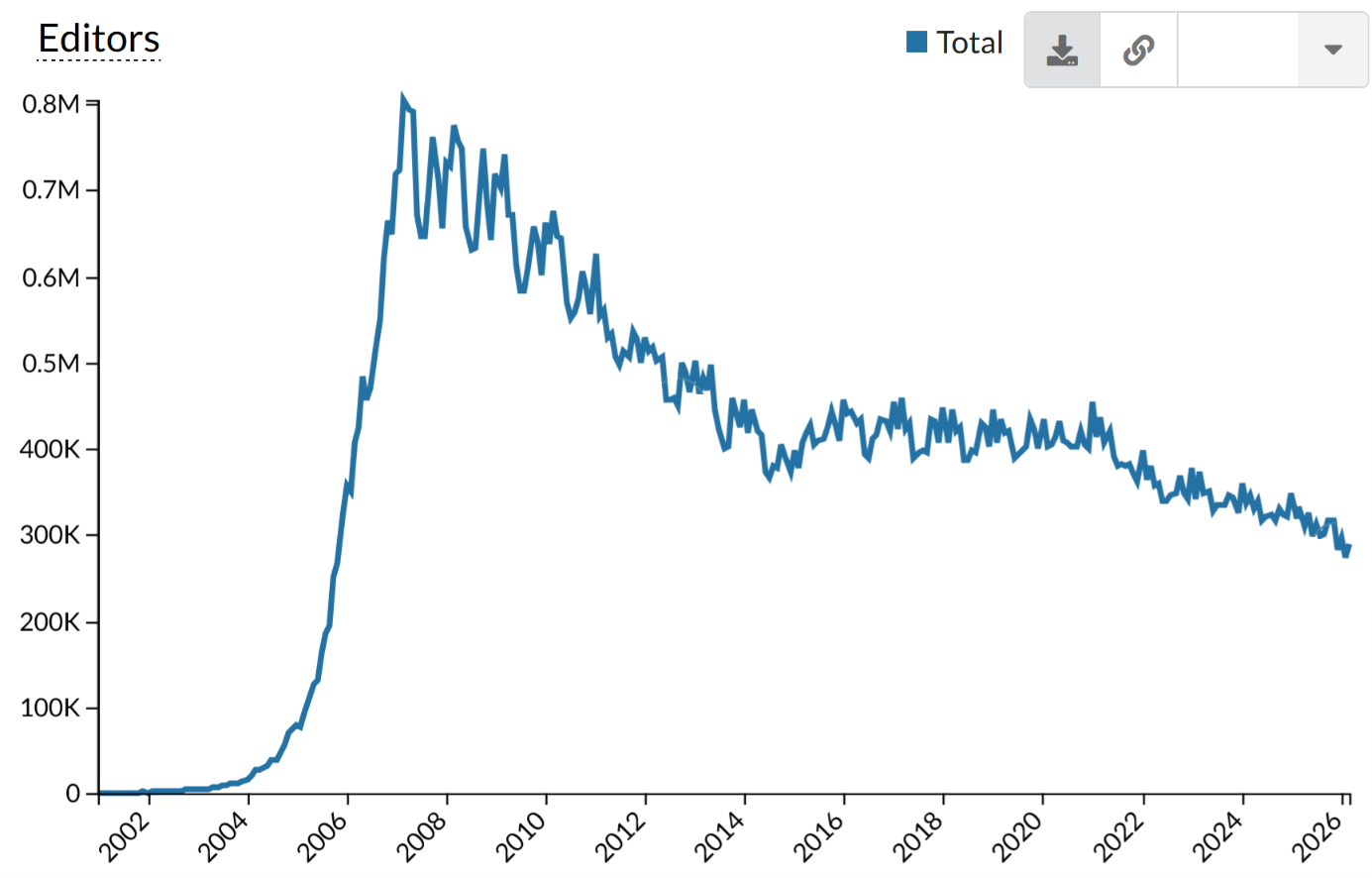
Antal inloggade redigerare per månad på engelskspråkiga Wikipedia över tid.

Av det sammanlagda antalet artiklar i samtliga Wikipedia-versioner stod 2003 den engelskspråkiga Wikipedia för cirka hälften (cirka 150 000 av totalt 300 000). Två år senare hade den andelen minskat till cirka en tredjedel (cirka 700 000 av över 2 miljoner). Sedan dess har den relativa storleken i antal artiklar fortsatt att minska, ner till 2013 års siffra på cirka en sjättedel (drygt 4 miljoner av totalt över 25 miljoner). Däremot är både den genomsnittliga artikelstorleken och läsarantalet fortfarande betydligt större än på alla andra Wikipedia-versioner. Från 2008 till 2013 har andel besökare på engelskspråkiga Wikipedia legat ganska konstant på cirka hälften; december 2013 låg siffran på antal engelskspråkiga artikelvisningar på drygt 3 000 besök i sekunden.
| Sidvisningar och redigeringar 2016 (1 okt - 31 okt, siffror i procent) | Sidvisningar och redigeringar 2016 (1 okt - 31 okt, siffror i procent) | Sidvisningar och redigeringar 2016 (1 okt - 31 okt, siffror i procent) | Sidvisningar och redigeringar 2016 (1 okt - 31 okt, siffror i procent) |
| Land                                                                   | Sidvisningar                                                           | Bidrag                                                                 | Noter                                                                  |
| ---------------------------------------------------------------------- | ---------------------------------------------------------------------- | ---------------------------------------------------------------------- | ---------------------------------------------------------------------- |
| USA                                                                    | 41,5                                                                   | 39,3                                                                   |                                                                        |
| Storbritannien                                                         | 9,7                                                                    | 16,2                                                                   |                                                                        |
| Indien                                                                 | 6,5                                                                    | 5,1                                                                    |                                                                        |
| Kanada                                                                 | 4,7                                                                    | 6,2                                                                    |                                                                        |
| Iran                                                                   | 4,1                                                                    |                                                                        |                                                                        |
| Australien                                                             | 3,0                                                                    | 4,1                                                                    |                                                                        |
| Tyskland                                                               | 2,8                                                                    | 1,8                                                                    |                                                                        |
| Frankrike                                                              | 1,6                                                                    | 0,9                                                                    |                                                                        |
| Filippinerna                                                           | 1,3                                                                    | 1,5                                                                    |                                                                        |
| Pakistan                                                               | 1,3                                                                    | 0,7                                                                    |                                                                        |
| Nederländerna                                                          | 1,0                                                                    | 1,2                                                                    |                                                                        |
| Irland                                                                 | 1,0                                                                    | 1,1                                                                    |                                                                        |
| Italien                                                                | 0,8                                                                    | 1,2                                                                    |                                                                        |
| Sverige                                                                | 0,8                                                                    | 0,7                                                                    |                                                                        |
| Malaysia                                                               | 0,7                                                                    | 0,6                                                                    |                                                                        |
| Indonesien                                                             | 0,7                                                                    | 0,7                                                                    |                                                                        |
| Kina                                                                   | 0,7                                                                    | 0,5                                                                    |                                                                        |
| Singapore                                                              | 0,7                                                                    |                                                                        |                                                                        |
| Brasilien                                                              | 0,7                                                                    | 1,0                                                                    |                                                                        |
| Spanien                                                                | 0,6                                                                    | 0,7                                                                    |                                                                        |
| Ryssland                                                               | 0,6                                                                    | 0,7                                                                    |                                                                        |
| Sydafrika                                                              | 0,6                                                                    |                                                                        |                                                                        |
| Nya Zeeland                                                            | 0,5                                                                    | 0,8                                                                    |                                                                        |
| Polen                                                                  | 0,5                                                                    |                                                                        |                                                                        |
| Japan                                                                  | 0,5                                                                    | 0,6                                                                    |                                                                        |
| Israel                                                                 |                                                                        | 0,5                                                                    |                                                                        |
| Grekland                                                               |                                                                        | 0,5                                                                    |                                                                        |
| Norge                                                                  |                                                                        | 0,5                                                                    |                                                                        |
| Hongkong                                                               |                                                                        | 0,5                                                                    |                                                                        |

Procentsatser av artiklar skrivna i olika språkfamiljer. 22% av alla Wikipedia-artiklar fanns 6 september 2009 på engelskspråkiga Wikipedia (utdragen).

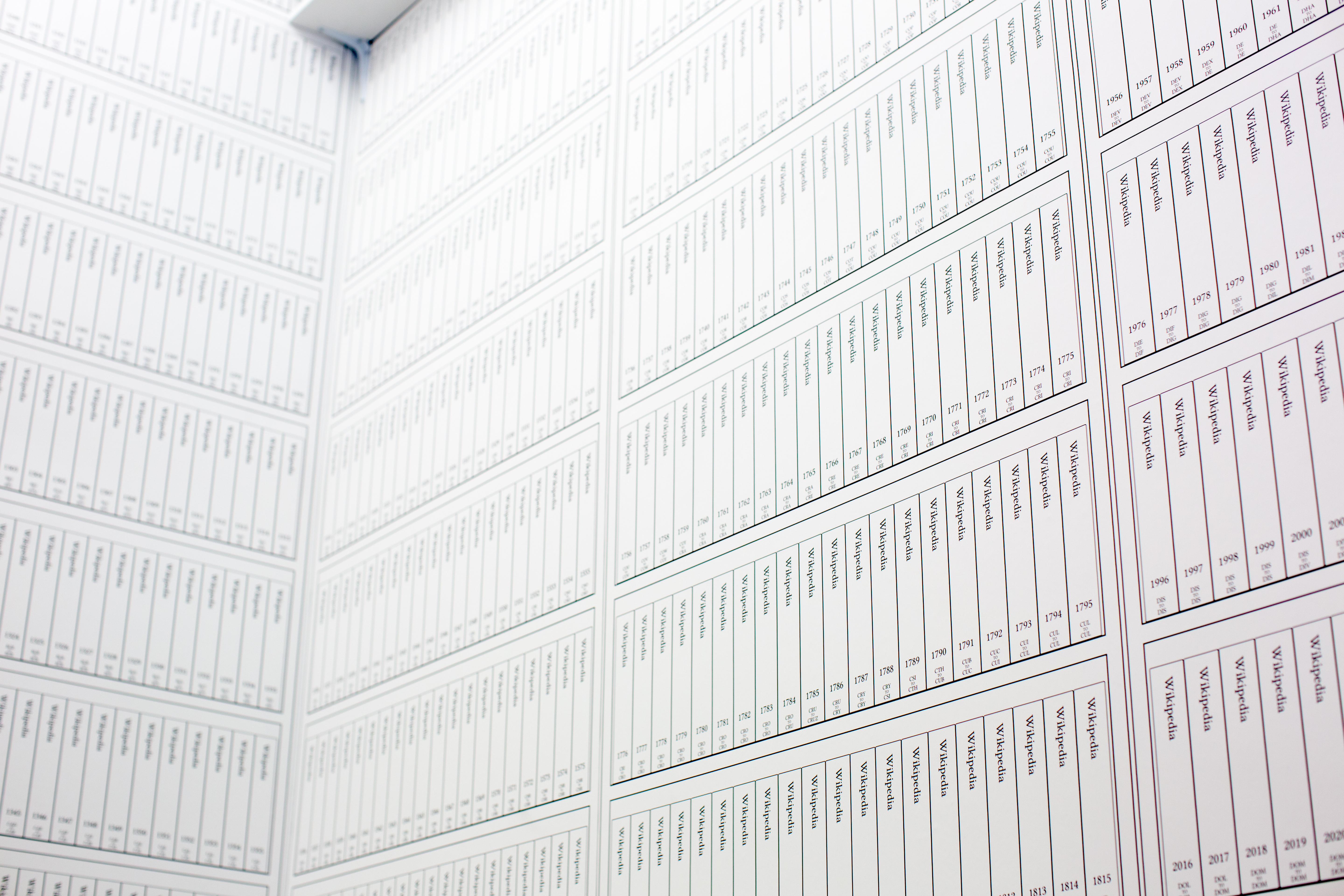
Vid 2015 års konstinstallation Print Wikipedia presenterades delar av engelskspråkiga Wikipedia som 106 tryckta 700-sidiga böcker. En komplett tryckt utgåva skulle ha inneburit ytterligare 7 331 volymer.

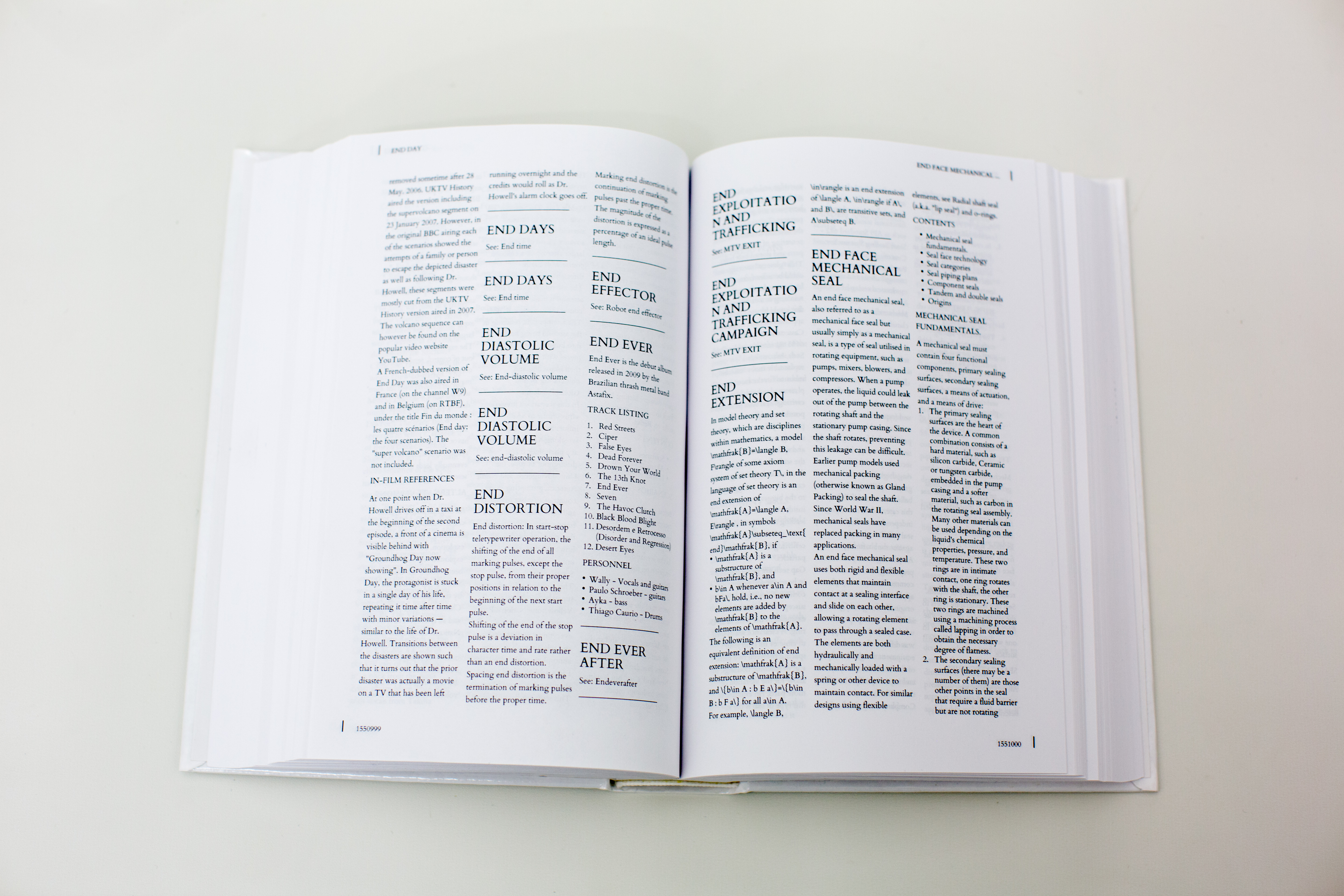
Uppslaget med sidorna 1 550 999 och 1 551 000 från 2015 års konstprojekt Print Wikipedia.

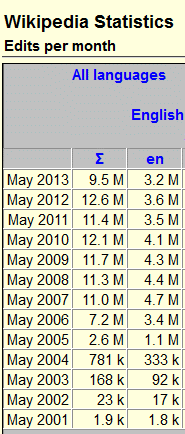
Antalet redigeringar per månad (i miljoner) på engelskspråkiga Wikipedia, i förhållande till totalsiffran för alla språkversioner.

2013 var engelskspråkiga Wikipedia i antal artiklar mer än dubbelt så stor som sina närmaste "konkurrenter", vilket är upplagorna på nederländska, tyska, svenska och franska.
Sommaren 2015 var Wikipedia temat i konstnären Michael Mandibergs installation Print Wikipedia. Det beräknades då att engelskspråkiga Wikipedia i tryckt skick skulle motsvara 7 437 stycken 700-sidiga böcker. Till utställningen hade man dock endast skrivit ut 106 av dessa volymer, och kostnaden för att producera resten beräknades till 500 000 dollar.
Det finns även en enklare version av den engelska Wikipediaversionen, Simple English Wikipedia. Den skrivs med enklare ordval och grammatik och hade januari 2014 drygt 100 000 artiklar.

### Betydelse
Enwp var den första Wikipediaversionen, och den har förblivit den största. Den har banat väg för konventioner, riktlinjer och funktioner som senare anammats av många av de andra Wikipedia-upplagorna. Några exempel är "utvalda artiklar", "neutral synvinkel", "mallar", sortering av korta "stubbartiklar" i underkategorier, tvistlösning med medling och veckans samarbete. I sin tur har den engelska Wikipediaversionen anammat vissa funktioner från tyskspråkiga Wikipedia, liksom från andra mindre upplagor.
Många av de mest aktiva deltagarna i Wikimedia Foundation och utvecklarna av MediaWikis mjukvara är engelskspråkiga Wikipedia-användare.

## Språk
På enwp har det diskuterats vilken sorts engelska som ska användas. De språkvarianter som främst används är brittisk engelska och amerikansk engelska. Flera förslag på lösningar av språkproblemet har framförts, såsom att dela upp engelskspråkiga Wikipedia i en wiki för varje språkvariant eller att man skulle standardisera språket helt. Lösningen blev att tillåta de flesta varianter av engelska, så länge varje enskild artikel håller sig inom en och samma variant. Det förespråkas ibland att även om en artikel handlar om exempelvis Kanada ska kanadensisk engelska helst användas, medan vilken variant som helst anses kunna passa bra i artiklar som inte är knutna till ett visst dialektområde av engelska.

## Användare
Engelskspråkiga Wikipedia passerade i slutet av februari 2006 miljongränsen för antal registrerade användare. Ett drygt år senare (april 2007) nådde man fyra miljoner registrerade användarkonton. Fram till januari 2014 har totalt drygt 20 miljoner användarkonton registrerats.
Runt 2007 redigerade cirka 13 000 nyregistrerade användare per månad, en siffra som fram till 2013 sjunkit till en nivå på runt 6 000. Under 2013 gjorde månatligen drygt 30 000 olika registrerade användare minst fem redigeringar var på enwp, en siffra som legat på ungefär samma nivå sedan 2006, även om en topp på nästan 50 000 skribenter per månad nåddes under 2007. Även antalet skribenter med mer än 100 bidrag per månad har följt samma trend, med en topp 2007 på cirka 4500 och en nivå 2013 på drygt 3000. Detta följer utvecklingen på andra Wikipedia-upplagor, där nyrekryteringen av Wikipedia-skribenter också planat ut eller sjunkit något de senaste åren.
Eftersom engelska är ett såpass utbrett språk drar engelskspråkiga Wikipedia till sig många användare och redigerare vars modersmål inte är engelska. Sådana användare brukar söka information från engelska Wikipedia eftersom engelska Wikipedia ofta innehåller mer information. Framgångsrika samarbeten har utvecklats mellan dem som inte har engelska som modersmål men ändå lägger till innehåll på enwp och dem som har engelska som modersmål och som då ofta fungerar som textgranskare.
Våren 2014 befann sig uppskattningsvis knappt 40 procent av både antalet läsare och skribenter (baserat på antal sidvisningar respektive redigeringar) i USA. Därefter följde fyra länder (i båda listningarna och i nästan samma ordning): Storbritannien, Kanada, Indien och Australien.

### Inloggade och oinloggade
Precis som övriga språkversioner har engelskspråkiga Wikipedia sedan starten varit öppen för bidrag från både inloggade och oinloggade användare. Den 5 december 2005 infördes på engelskspråkiga Wikipedia regeln att nya uppslagsord bara kunde skapas av inloggade användare.